# Pothyne mamutensis
Pothyne mamutensis là một loài bọ cánh cứng trong họ Cerambycidae.